# Vi Hiền phi (Đường Đức Tông)
Vi Hiền phi (chữ Hán:韦贤妃, ? - 809), là phi tần của Đường Đức Tông Lý Quát. Bà nổi tiếng vì việc thờ cúng chồng mình cho đến tận khi qua đời.

## Đường triều tần phi
Bà họ Vi, có cùng dòng họ với Vi hoàng hậu của Đường Trung Tông, Thái tử phi Vi thị của Đường Túc Tông và sau này là Tuyên Ý Hoàng hậu của Đường Mục Tông. Họ Vi có nhiều người nhập cung nên việc bà nhập cung cũng không có việc gì là lạ. Tổ phụ là Hữu uy vệ tướng quân Vi Trạc (韦濯), rất được Đường Đại Tông kính trọng.
Bà nhập cung khi Đường Đức Tông vẫn đang là Thái tử, lập làm Lương đệ (良娣).
Năm Đại Lịch thứ 14 (779), Lý Thích lên ngôi Hoàng đế, tức Đường Đức Tông,sau khi đăng cơ sách phong làm Hiền phi (贤妃), chỉ dưới Vương Thục phi. Vi Hiền phi tính tình trầm ổn, lễ nghi chu đáo, rất được hoàng đế và Vương thục phi quý mến.
Do Đức Tông đau buồn do thái tử Lý Tụng bị bệnh nặng, liệt nửa người và không nói được, ông cảm thấy bi thương, thường khóc than cho thái tử, đến đầu năm 805 thì ông cũng lâm bệnh do quá đau buồn. Ngày 25 tháng 2 năm 805, Đức Tông băng hà, thọ 64 tuổi. Thụy hiệu đầy đủ Thần Vũ Hiếu Văn hoàng đế (神武孝文皇帝), an táng tại Sùng lăng (崇陵).Vi thị cực kỳ đau buồn, sau tang lễ đã xin Đường Thuận Tông Lý Tụng, nguyện theo phùng thờ trong lăng đến khi qua đời vào năm 809, hợp táng tại Sùng lăng của phu quân mình cùng Vương hoàng hậu.